# Чакаріта Хуніорс
Клуб Атлетіко Чакаріта Хуніорс або просто «Чакаріта Хуніорс» (англ. Club Atlético Chacarita Juniors) — професіональний аргентинський футбольний клуб з міста Буенос-Айрес.

## Історія
1 травня 1906 року група друзів заснували клуб «Чакаріта Хуніорс» в офісі Соціалістичної партії, яке розташовувалося на перехресті Доррего та Гірібоне (нині Кордова). Таку назву клуб отримав через те, що «Чакаріта» — це район в якому виник клуб, а слово «Хуніорс» — іспанською означає «молодь», і, таким чином, вказує на визначальну роль молоді на початковому етапі історії клубу. Клубні кольори, червоний, білий і чорний, також мають історію свого походження. Червоний — колір соціалістів, саме цих поглядів дотримувалися засновники клубу. Білий був обраний як символ чесності членів клубу, а чорний через те, що неподалік від приміщення клубу знаходився цвинтар. З моменту свого виникнення клуб носить назву «Чакаріта Хуніорс», Раду Директорів клубу очолив Максімо Лета, який водночас і став першим президентом клубу.
Першою грою в історії клубу був матч проти клубу «Атлетико Вікторія». Команда зіграла три матчі. Перші два завершилися нульовою нічиєю, а в третьому «Трунарі» перемогли з рахунком 3:2. Перший склад клубу включив усіх його засновників. Команда грала за традиційною на той час схемою 2-3-5, яку складали такі футболісти: Хосе Лема, Мануель Лема, Арістідес Ронк'єрі, Антоніо Фернандез, Альфредо Лема, Андрес Дукасе, Альфредо Паласіоз, Мігель Перейра, Максиміліано Лема, Едуардо Дукасе та Мануель Ернандес.
З 1911 року клуб поступово занепадає, тому в серпні 1919 року він був реорганізований, а новим його новим президентом стає Хосе Мануель Лема. Після кількох товариських матчах в 1920 році клуб почав виступати в лізі Індепенденте, в Спортивній Асоціації Бельграно, а в 1921 році розпочав свої виступи у нижніх дивізіонах чемпіонату Аргентини під егідою Футбольної асоціації Аргентини, у своєму дебютному сезоні в чемпіонаті Аргентини клуб посів третє місце.
У 1925 році Чакаріта Хуніорс дебютував у Першому дивізіоні і його виступ був дуже вдалим, у підсумковій таблиці клуб посів високе четверте місце. У 1927 році команда перемагає в національному чемпіонаті, при цьому «Чакаріта Хуніорс» не програв жодного матчу та зіграв лише чотири матчі внічию. Ідею об'єднання двох асоціацій Чакаріта не підтримували аж до 1930 році, коли аргентинський футбол отримав професійний статус.

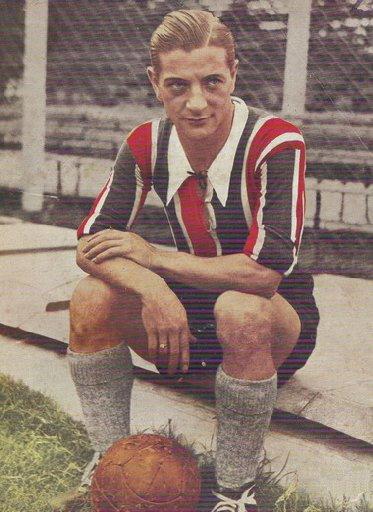
Ренато Чезаріні (1936)

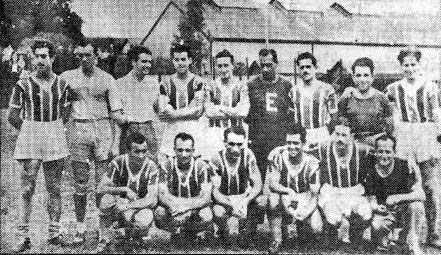
Футболісти Чакаріти (1941)

Перший матч «Чакаріта Хуніорс» в професійній епосі був зіграний 31 травня 1931 року з «Бока Хуніорс», в цьому матчі «Чакаріті» вдалося зіграти в нічию з майбутнім чемпіоном країни.

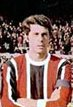
Анхель Маркос

Незважаючи на вдало проведені попередні сезони, в яких виділялися Ернесто Дучині, Ренато Чезаріні, нападник Фабіо Хуан Кассан та воротар Ісаак Лопес, який захищав кольори клубу до 1952 року, ставши гравцем з найбільшою кількістю зіграних матчів в професійній епосі (343), в 1940 році «Чакаріта» вперше вилетів з елітного дивізіону, але вже наступного року команда повернулася до Першого дивізіону.
У 1945 році клуб переїхав до міста Сан-Мартін, провінції Буенос-Айрес. У цей період з-поміж інших гравців вирізнялися Енріке Ескуїде, Роберто Морено, Хосе Колл, Умберто А. Де Лука, Роберто Е. Дутруель, Карлос Спінеллі, нападники Франсіско Кампана та Маркос Бусіко. У період з 1956 по 1959 роки команда повернулася до виступів у Другому дивізіоні. 5 грудня 1959 року Чакаріта Хуніорс переміг Таллерес де Ремедіос де Ескаланда. Після того в 1967 році клуб через фінансові труднощі ледь не припинив своє існування, через що команду покинуло багато провідних гравців, команду залишили такі гравці національної збірної, як Ахель Альберто Маркос, Хорхе Альберто Гомез, Альберто Рауль Пончіо, Анхель Хуго Баргас та Франко Фрассольдаті, Леонардо Луїс Рекуперо, Орасіо Рікардо Ньюманн та Хорхе Елізео Петрочеллі. Натомість до клубу запросили таких гравців як Хуан Антоніо Гомес Вагліно та Карлос Марія Гарсія Гамбон та воротар Адольфо Бернабе Паласіос.
У 1969 році Франсиско Пісарро замінив Аргентино Геронаццо у складі команди, до клубу також приєдналися до захисник Бока Хуніорс Абель Хорхе Переса, півзахисник Ньюеллс Олд Бойз Хуан Карлос Пунтореро, нападник Естудьянтесу (Ла-Плата) Родольфо Оріфе.
У Чемпіонаті Метрополітано 1969 року Чакаріта грав за класичною схемою (4-3-3) з Петрочеллі, Гомес Пересом, Баргасом і Фрассолдаті у захисті, Рекуперо, Пунтореро і Пончіо в півзахисті; Анхель Альберто Маркос (капітан), Орфіфе та Нойманном у нападі. У складі тієї команди виступали також Паласіос, Альфредо Вальтер Ортіс, Хуан Домінго Лойола, Вогліно, Гарсіа Камбон, Закаріяс Зуріта та Оскар Амарілья.
Чакаріта виграв зону А турніру після перемоги у півфіналі над Расінг (Авельянеда) з рахунком 1:0, а 6 липня команда оформила чемпіонство у зоні А перемогою у фіналі турніру над Рівер Плейт на стадіоні «Хуан Домінго Перон» з рахунком 4:1, завдяки двом забитим м'ячам Нойманна (перший—на 12-ій хвилині після розіграшу з Требуком, а другий—на 37-ій хвилині), одному голу Маркоса (47 хвилина), та ще одному Фрассолдаті (56 хвилина). В той день під керівництвом Віктора Родрігеса грали Елізео Хорхе Петрочеллі, Хорхе Альберто Гомез, Абель Хорхе Перез, Анхель Хуго Баргас та Франко Фрассолдатті; Леонардо Луїс Рекуперо, Хуан Карлос Пунтуреро та Альберто Рауль Пончіо; Анхель Альберто Маркос, Родольфо Оріфе та Орасіо Рікардо Нойманн.
У цьому році команда дійшла до чвертьфіналу Кубку Аргентини, в якому поступилася лише одним м'ячем майбутньому переможцю Національного чемпіонату Бока Хуніорс.
У 1971 році клуб брав участь у шостому розіграші Кубку Жоана Гампера у Барселоні. 24 серпня Чакаріта Хуніорс переграла Баварію з рахунком 2:0, завдяки голам Рекуперо та Фучченечо. У тому матчі на поле виходили Карневалі; Фортеіс, Буззо, Баргас та Фрасолдаті; Пунтореро (Фучченеччо), Понціо, Маркос, Рекуперо, Гарсія Гамбон та Нойманн, в той час як у складі Баварії було кілька майбутніх чемпіонів світу (Маєр, Шварценбек, Беккенбауер, Брайтнер та Мюллер). На наступний день Чакаріта поступився у фіналі Барселоні з рахунком 1:0.

У 1979 році клуб знову вилетів з чемпіонату, але вже через рік повертається до Прімери C, третього дивізіону національного чемпіонату, хоча вже в 1983 році команда знову повертається до Прімери. У 1986 році Чакаріта вкотре повертається до Прімери, але тепер виступає в новій Прімері B Насьйональ, де грає наступні 3 роки, допоки знову не опинився у Прімері B, в третьому за силою дивізіоні національного чемпіонату, допоки в 1994 році клуб знову не повернувся до Прімери B Насьйональ. Після кількох років у Прімері B, клубу вдається повернутися до найвищого дивізіону аргентинського чемпіонату після 13 років відсутності в ньому. В цей період клуб з Сан-Мартін здобув декілька історичних результатів, таких як виїзна перемога над Індепендьєнте з рахунком 3:0, дві нічиї проти Рівер Плейт та Бока Хуніорс з рахунком 4:4, а також перемоги над Боедо та Сан-Лоренцо.
У 2004 році команда в черговий раз вилетіла з Прімери, і наступні 5 років продовжувала виступи у Прімері B Насьйональ, допоки в 2009 році знову не повернулася до Прімери. Цей нетривалий період перебування клубу у Прімері ознаменувався низкою провальних матчів, команда Фунебреро не змогла уникнути вильоту і лише набутий досвід виступів у Прімері дозволив Чакаріті перемогти Бока Хуніорс з рахунком 4:1, в тому матчі голами відзначилися Факундо Парра, Себастьян Рамірес та Себастьян Счіоріллі. Після вильоту в 2010 році з Прімери Чакаріта Хуніорс до 2012 року виступав у Прімері B Насьйональ. У 2012 році Чакаріта знову повернувся до Прімери, але за підсумками драматичного сезону поступилися на останній хвилині матчу (з пенальті) клубу Нуева Чикаго та вилетів до Прімери B Насьйональ.
Перед командою на чолі з Пасіні було поставлено лише одне завдання, за підсумками сезону 2012-2013 років повинен був повернутися до Другого дивізіону. Команда показувала хороші результати, але за 6 турів до завершення чемпіонату без відомих на те причин Пасіні знімають з посади головного тренера клубу (клуб йшов тоді на другому місці та відставав лише на кілька очок від тодішнього лідера Атланти). Замість Пасіні команду очолив Карлос Наварро Монтойя, під керівництвом якого «Чакаріта» набрав лише 4 очки з 18 можливих та втратив можливість повернутися до Другого дивізіону. У сезоні 2013-2014 років клуб посів місце в середині таблиці, і не зміг підвищитися у класі. Рамон Лентіні з 18-ма забитими м'ячами став найкращим бомбардиром турніру. Уже в успішному для клубу сезоні 2014/15 років «Чакаріта Хуніорс» виборює право вийти до Другого дивізіону в останньому турі у себе вдома на переповненому 30 000-тисячному стадіоні, перемігши «Вілла Дальміне». Матч завершився з рахунком 1:0, переможний м'яч у тому поєдинку забив Дам'яно Мансо, а клуб зміг повернутися до Другого дивізіону.

## Стадіон

### Перший стадіон

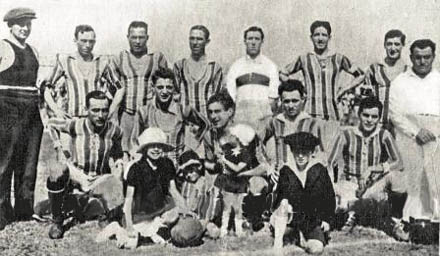
Гравці клубу Чакаріта, які перемогли в Прімері B в 1924 році

В той час було важко отримати землю для побудови стадіону. Питання виділення землі стояло дуже гостро. На перехресті Федеріко Лакрозе та Альварес Томас був пустир, до якої клуб почав проявляти особливу зацікавленість. У квітні 1907 роки хлопчаки відгородили ділянку і побудували скромний маленький стадіон, таким чином, це був перший стадіон в історії клубу. Але дещо пізніше муніципалітет міста використав ці землі для побудови міста. Саме тому одного ранку до стадіону прибув поліцейський вагончик, поліцейські з якого демонтували перший стадіон. Фактично за лічені дні Чакаріта Хуніорс позбувся свого стадіону на перехресті вулиць Федеріко Лакрозе та Альварес Томас.
У 1925 році в районі вулиць Гумбольдта, Мурільо, Паділья та Дарвіна розпочалося будівництво першого офіційного стадіону клубу. Через хронічну нестачу коштів будівництво стадіону тривало аж два роки, а в самому будівництві дуже часто особисто брали участь керівники клубу, гравці команди та прості вболівальники. Стадіон було відкрито в 1927 році. З плином часу стадіон Чакаріта Хуніорс застарів та вже не здатен був вмістити усіх бажаючих поспостерігати за грою улюбленого клубу, тож він був знесений. Саме тому керівництво клубу вирішило побудувати новий стадіон з більшою кількістю сидячих місць. Цей стадіон було побудовано. Між Гумбольдта 300 та вулицями Мурільо, Паділья та залізничними коліями було побудовано другий стадіон Чакаріта, який був здатен умістити 25 000 уболівальників. Він був відкритий в 1932 році, на спеціальному святі організованому з цього приводу, яке завершилося товариським матчем між уругвайським клубом Насьйональ та «Чакаріта Хуніорс», в якому в присутності 18 тисяч уболівальників господарі перемогли з рахунком 3:0.
В 1942 році після створення єдиного національного чемпіонату та розростання самого міста, «Чакаріта Хуніорс» фактично був вигнаний з міста Вілья Креспо та переїхав до Сан-Мартін. Недоліком цього переїзду було те, що земля під стадіон була надана у довічне користування принциповому супернику «Чакаріти», «Атланті». Наприкінці 1943 року «Чакаріта» арендував на півроку стадіон з виплатою орендної плати щомісяця. Керівництво Атланти, коли дізналося про це, за фінансової підтримки сім'ї власника клубу, запропонувало велику грошову суму, за те щоб земельну ділянку, яку «Чакаріта» взяв у оренду було викуплено на користь «Атланти», саме тому сьогодні на місці земельної ділянки, яку раніше орендував «Чакаріта Хуніорс», існує стадіон «Атланта», оскільки в той час старий стадіон цього клубу було розширено та реконструйовано. Останній матч на цьому стадіоні було зіграно 16 грудня 1944 року між «Колегіалес» та «Темперлей». 
8 липня 1945 року, після 141 днів напруженої роботи, був відкритий новий стадіон клубу в Сан-Мартін, на святі з приводу відкриття якого були присутні понад 20000 чоловік та завершилося товариським поєдинком між місцевим клубом та Насьйональ, який завершився мінімальною перемогою господарів з рахунком 1:0. Стадіон мав табло та суцільну конструкцію з бетону. Цим стадіоном клуб користувався до 21 жовтня 2005 року, коли на ньому було зіграно останній поєдинок між «Чакаріта Хуніорс» та Атлетіко Тігре, в якому господарі перемогли з рахунком 3:0.

### Новий стадіон

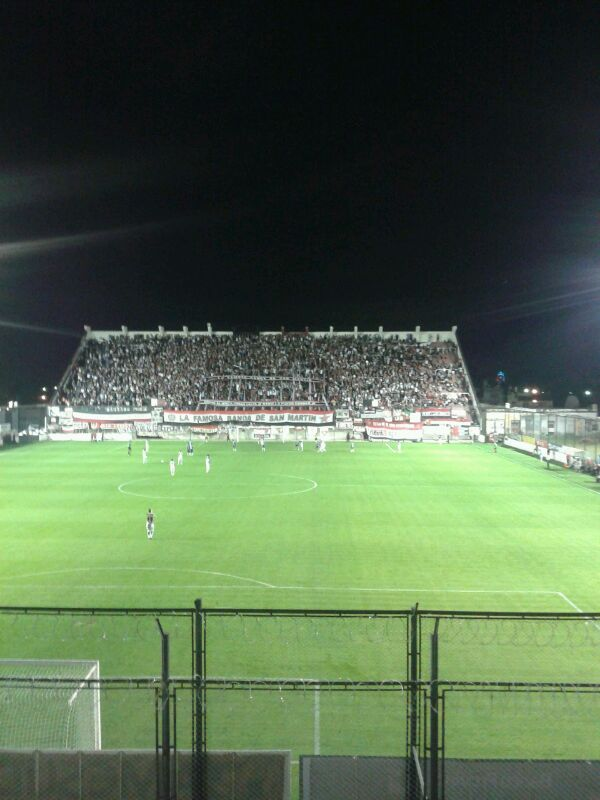
Вид на стадіон з гостьової трибуни (2014 рік).

Через п'ять років та три місяці клуб повертається до міста Сан-Мартін. 30 січня 2011 року стадіон на вулиці Гуттіерес було частково відкрито матчем господарів проти Архентінос Хуніорс, який завершився з рахунком 0:0. На цьому матчі були присутніми 12 000 уболівальників (через невелику кількість сидячих місць на стадіоні квитки були продані дуже швидко) та губернатор провінції Даніель Счіолі; цього вечора на стадіоні виступив також «el polaco», який заспівав декілька своїх пісень. Уболівальники, які були присутніми на тому матчі також переглянули відео про історію клубу та стали свідками феєрверку, який завершив святковий вечір.
Після завершення будівництва стадіону він буде здатний вмістити 31 210 уболівальників. Станом на 2012 рік уже завершено будівництво місцевої площі (Ісаака Лопеса), вулички з критими переходами (Карлоса Черруті), які виходять на популярну серед французьких туристів вулицю Матьє, а також частина кіосків уже споруджена на вулиці Мітре.

## Принципові протистояння

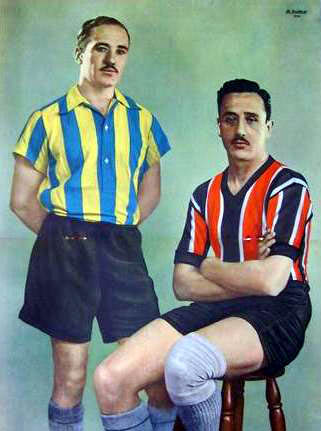
Сантьяго Карігано та Франсіско Сантія, гравці Атланта (Буенос-Айрес) та Чакаріта в 1936 році

Всього було зіграно 126 офіційних матчів, 57 перемог здобув Чакаріта, 36 перемог в активі Атланти, в той час як 38 матчів завершилися нічиєю.
Крім головного протистояння під назвою «el Clásico de Villa Crespo», існують також принципові суперництва з Чикаго та Мороном.
Принциповими суперникаму клубу Чакаріта Хуніорс є також Альмагро, Тігре, Атлетико Сан-Мігель, Платенсе (Вісенте-Лопес), Ньюеллс Олд Бойз та Лос-Андес.

## Форма
- Основна форма: чорна футболка, з білими та червоними вертикальними смугами, чорні шорти, чорні шкарпетки з білими і червоними смугами.
- Альтернативна форма:  біла сорочка з червоними і чорними смугами, білі шорти, білі шкарпетки з чорними та червоними смугами.

На сьогодні єдиним виробником форми для клубу є Macron, а головним спонсором клубу — América Broad Call.
| Період        | Логотип | Постачальник |
| ------------- | ------- | ------------ |
| 1979-1984     |         | Topper       |
| 1985-1988     |         | Adidas       |
| 1988-1989     |         | Uhlsport     |
| 1989-1993     |         | Taiyo        |
| 1993-1997     |         | Penalty      |
| 1998-2000     |         | Envión       |
| 2001-2006     |         | Mitre        |
| 2007-2012     |         | TBS          |
| 2013-2014     |         | Athix        |
| 2015-2016     |         | Joma         |
| 2016-presente |         | Macron       |

| Період              | Спонсор                      |
| ------------------- | ---------------------------- |
| 1985-1986           | Gilera                       |
| 1988-1989           | Telemecanique                |
| 1989-1990           | Ninguno                      |
| 1990-1991           | El Gurisito                  |
| 1991-1992           | Bingo Ciudadela              |
| 1992-1993           | Proyección Seguros de Retiro |
| 1993-1995           | Rosamonte - Rubenico         |
| 1995-1996           | Ritmocar                     |
| 1996-1998           | Banco Patricios              |
| 1998-2000           | Credi Fácil                  |
| 2001-2002           | Sky                          |
| 2002-2003           | Cirsa                        |
| 2003-2004           | Mitre                        |
| 2005                | Toto's Cerámicos             |
| 2005-2006           | La Nueva Seguros             |
| 2006-2008           | Ombú; Revesta                |
| 2008-2009           | Ombú; Mega Crédito           |
| 2009-2010           | La Nueva Seguros             |
| 2010-2011           | Pelme                        |
| 2011-2012           | Pelme; Credi Fácil           |
| 2013                | Pelme                        |
| 2013-2015           | La Nueva Seguros             |
| 2015-теперішній час | América Broad Call           |

## Президенти
| - Максиміно Лема: 1906-1920 - Альфонсо Коланджело: 1921-1922 - Хосе Мануель Лема: 1923-1924 - Вірджиліо Урібуру: 1925-1926 - Тібурсіо Паділья: 1927-1933 - Еуженіу Брессан: 1934-1935 - Енріке Гаррідо: 1936-1939 - Трібусіо Паділья: 1940-1941 - Хесус Правія: 1942-1943 - Ернесто Мантеро: 1944-1945 - Мігель де лас Херас: 1946-1951 - Е. О. Кадаріо: 1951-1954 - Казіміро Лопез: 1955-1956 - Давід Франческі: 1956 - Анхель Коломбо: 1957 - Карлос Лема: 1957-1958 | - Хуліо Лопез: 1959-1964 - А. Домінгез Паділья: 1965-1966 - Енріке Надер: 1967-1970 - Антоніо Гомез: 1971-1972 - Луїс Донато: 1973-1974 - Сальвадор Зукотті: 1974-1980 - Маріо Еспозіто: 1981-1984 - Роберто Гомез Фернандес: 1985-1987 - Хосе Гарсія: 1987-1988 - Карлос Черрутті: 1988-1993 - Луїс Барріонуево: 1993-2005 - Гораціо Фернандез: 2005-2009 - Вісенте Челіо: 2009- 2012 - Освальдо Лобато: 2012 - Ектор Лопез: 2012- 2016. - Даніель Віта 2016- теперішній час. |

## Досягнення
Аматорський період

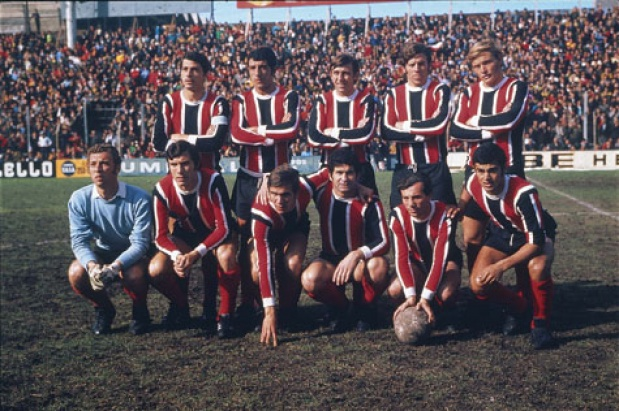
Футболісти, які виграли Прімеру Метрополітана в 1969 році

- Другий дивізіон чемпіонату Аргентини 
  -  Чемпіон (1): 1924  [Архівовано 16 травня 2008 у Wayback Machine.]

Професійний період
- Прімера Дивізіон 
  -  Чемпіон (1): 1969

- Другий дивізіон чемпіонату Аргентини (2):
  -  Чемпіон (2): 1941, 1959

- Третій дивізіон чемпіонату Аргентини (2):
  -  Чемпіон (2): 1993/94, 2013/14